# Мюгюдж
Мюгюдж (азерб. Möhüc) — село в Губинском районе Азербайджана.

## География
Расположено на левом берегу реки Агчайк юго-западу от административного центра района — города Губа.

## Этимология
Предположительно название села происходит от арабского слова «моюдж» и означает укрепление, насыпь.

## Население
Деревня Мюгучь Типского магала Кубинского участка упоминалась в «Кавказском календаре» на 1857 год, где указывалось, что население деревни — «татары»-сунниты (азербайджанцы-сунниты) с разговорным языком азербайджанским (в источнике «татарский»).
В изданном в 1879 году под редакцией Н. К. Зейдлица «Сборнике сведений о Кавказе» сообщалось, что в казённой деревне Мугучъ (Мюгючь) на притоке реки Ах-чай насчитывалось 63 двора и 427 жителей; народность и вероисповедание — «татары»-сунниты (азербайджанцы-сунниты).
Материалы посемейных списков на 1886 год показывают здесь 497 жителей (75 дымов) и все «татары»-сунниты (азербайджанцы-сунниты), из которых 485 крестьяне на казённой земле (73 дыма), и 12 представителей суннитского духовенства.
Согласно результатам Азербайджанской сельскохозяйственной переписи 1921 года, в селении Мюгюч Амсарского сельского общества Кубинского уезда имелось 661 жителей (131 двор), преобладающее население — азербайджанские тюрки (азербайджанцы).
По данным издания «Административное деление АССР», подготовленного в 1933 году Управлением народно-хозяйственным учётом АССР (АзНХУ), Мехюч являлся центром одноимённого сельсовета Кубинского района Азербайджанской ССР, в котором проживало 842 человека (147 хозяйств), из них 440 мужчин и 402 женщины. Национальный состав всего сельсовета (сёла Испиг, Текешыхы) на 99,7 % состоял из тюрок (азербайджанцев).
По состоянию на 2009 год население составило 1329 человек.
Известный дагестанский и советский историк-этнограф, профессор С. С. Агаширинова, лезгинка по происхождению, в своей монографии «Материальная культура лезгин» называла  в числе лезгинских и село Мюгюдж (Мюгюч). Так, она писала, что керамическое производство на территории Южного Дагестана особенно высокого расцвета достигло в XVIII в. К этому времени керамическое производство распространилось на селения Испик, Сальян, Гезеркент Кюринского округа, Кахул Самурского округа и лезгинские селения Испик, Мюгюч, Еникент Кубинского уезда….

## Народные промыслы
Мюгюдж являлся одним из центров гончарного производства в Азербайджане.